# Північна Корея на зимових Олімпійських іграх 1988
Корейську Народну Демократичну Республіку на зимових Олімпійських іграх 1988 представляли 6 спортсменів у 2 видах спорту — Канг Го (фігурне катання), Сонг Сук-Кім (жінки, фігурне катання), Ім Рі-Бін (ковзанярський спорт, 1500 м). Збірна не виборола жодної медалі.